# Curan
Curan – miejscowość i gmina we Francji, w regionie Oksytania, w departamencie Aveyron. W 2013 roku jej populacja wynosiła 323 mieszkańców. Przez gminę przepływa rzeka Vioulou. 